# 1979 în jocuri video
Acest articol prezintă evenimente importante legate de jocuri video din anul 1979. Vezi și istoria jocurilor video.

## Evenimente
În 1979 au apărut  multe sequel-uri și prequel-uri în jocurile video, cum ar fi Space Invaders Part II și Super Speed Race, împreună cu titluri noi precum Asteroids, Football, Galaxian, Head On, Heiankyo Alien, Monaco GP , Sheriff sau  Warrior. Pentru al doilea an consecutiv, jocul video cu cele mai mari încasări a fost jocul arcade al lui Taito, Space Invaders, iar cel mai bine vândut sistem de jocuri pentru acasă a fost Atari Video Computer System (Atari VCS). 
Space Invaders a fost jocul video cu cele mai mari încasări la nivel mondial în 1979, devenind cel mai bine vândut din toate timpurile din industria jocurilor arcade până în 1979.

### Hardware
PC
Iunie – Texas Instruments (TI) a lansat TI-99/4. Este primul computer de acasă cu un procesor pe 16 biți și, cu cipul video TMS9918 de la TI. Este unul dintre primele echipamente hardware cu grafică sprite.

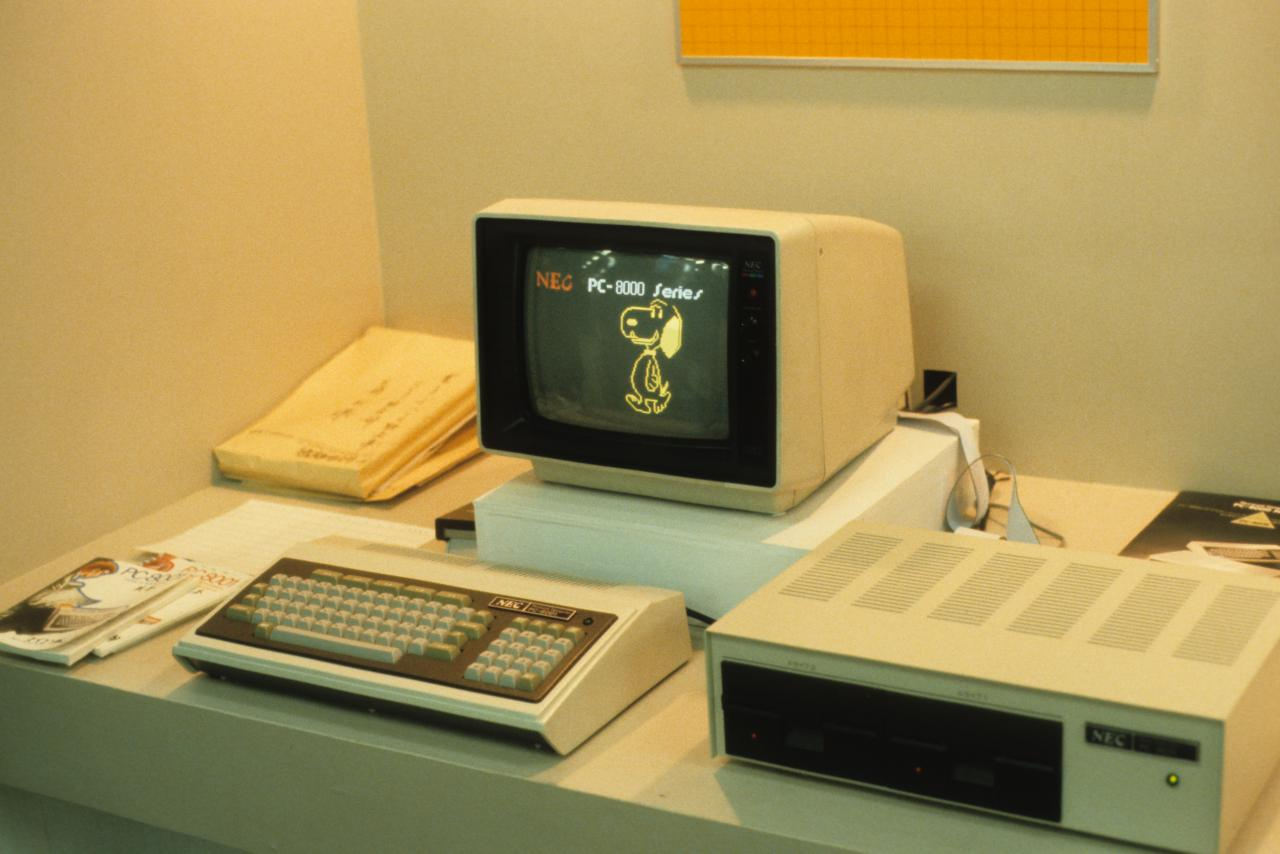
Nec PC 8001

Septembrie – Nippon Electric Company (NEC) a lansat PC-8001, primul din seria PC-8000 de computere de acasă.
Noiembrie – Atari, Inc. a lansat primele două modele din familia Atari pe 8 biți: computerele de acasă Atari 400 și Atari 800. Acestea dispun de coprocesoare grafice și de sunet personalizate care acceptă grafică sprite, audio pe patru canale și moduri de afișare programabile.
Console

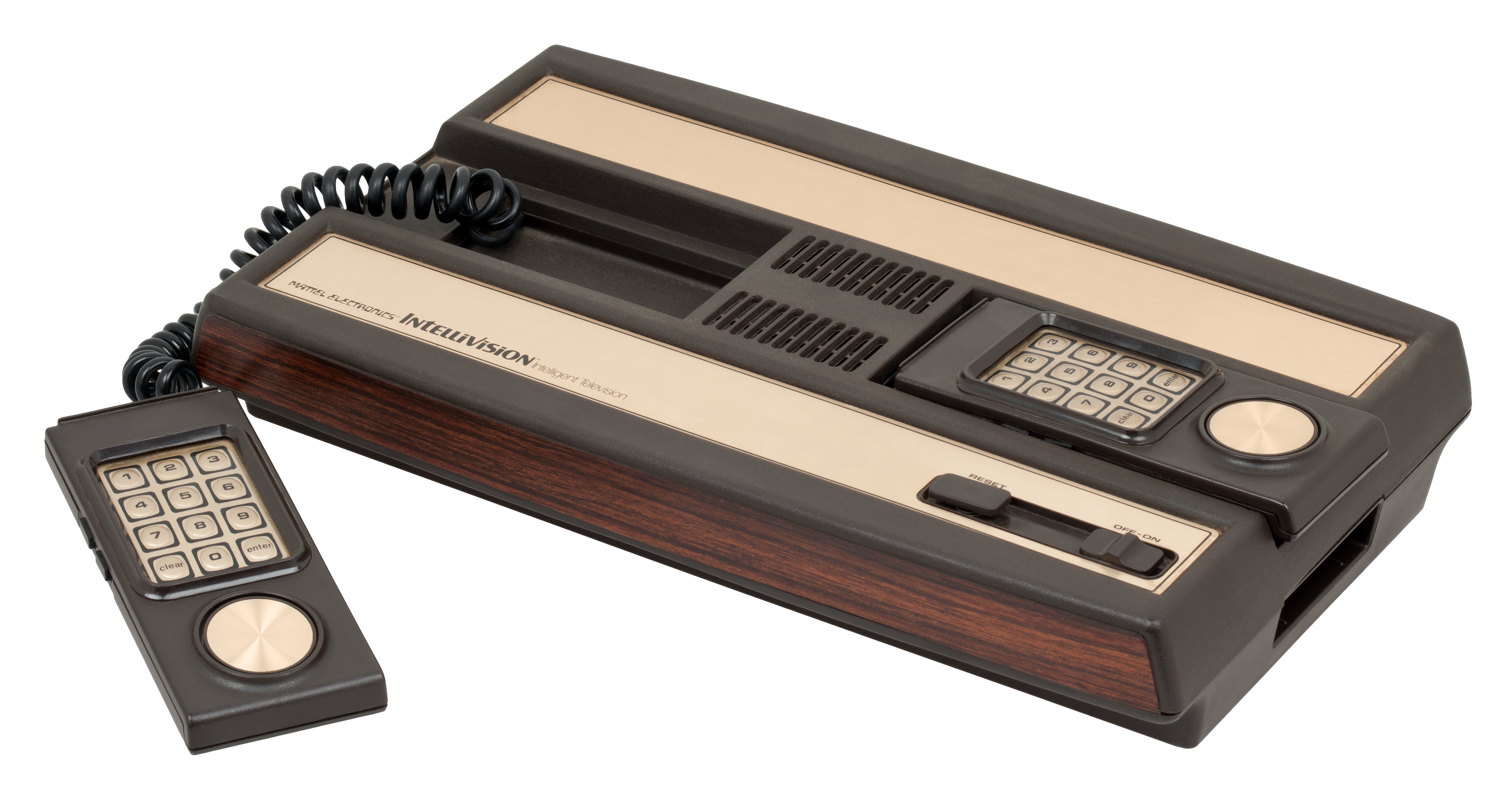
Consola Intellivision

Mattel testează comercializarea consolei Intellivision în Fresno, California. Este lansată în Statele Unite în 1980.
Portabile

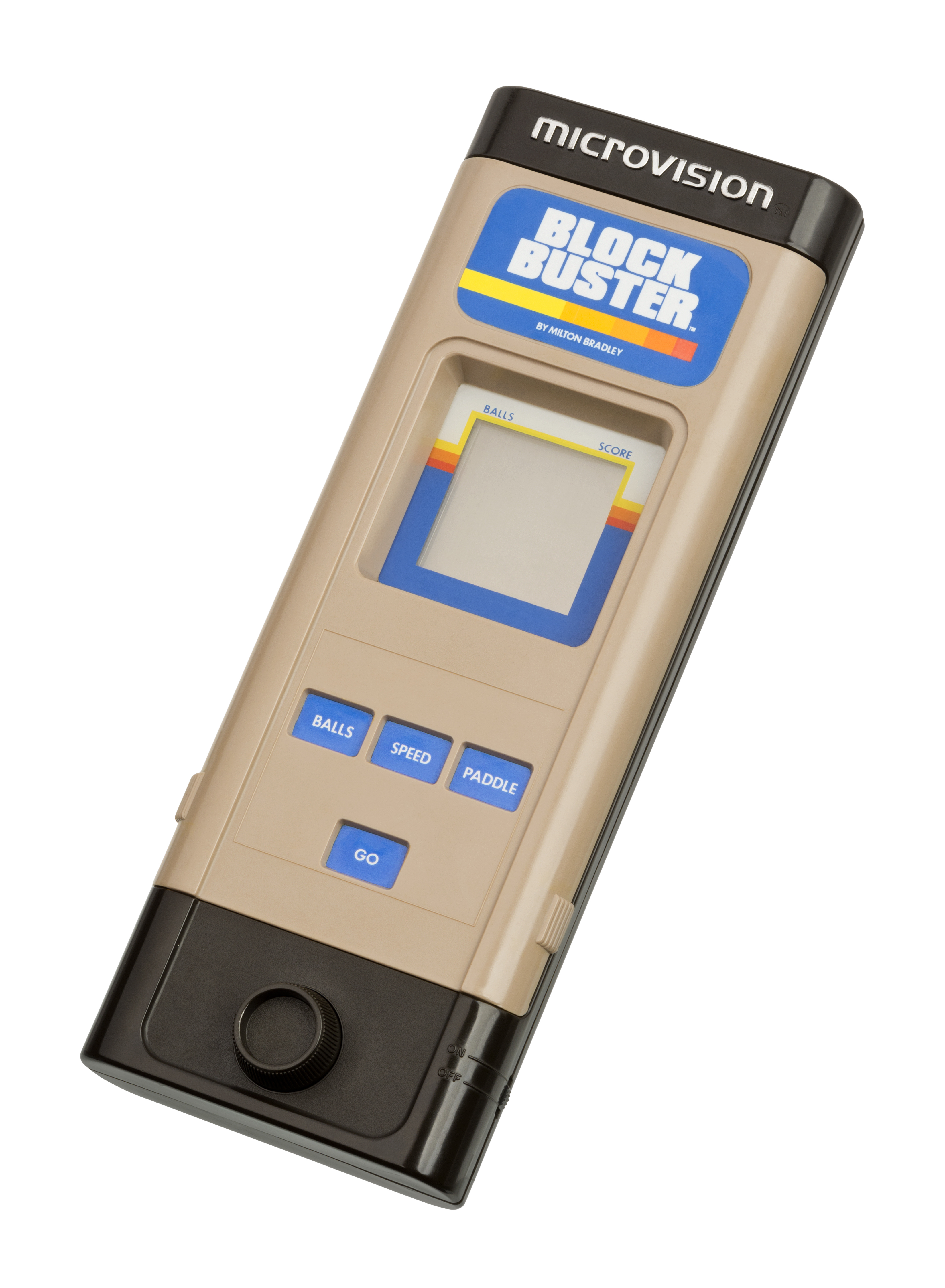
Consola portabilă Microvision

Noiembrie – Compania Milton Bradley lansează Microvision, prima consolă de jocuri portabilă care utilizează cartușe ROM interschimbabile.